# بيجو 10
بيجو 10 (بالفرنسية: Peugeot Type 10)‏ سيارة كلاسكية أنتجها شركة بيجو الفرنسية لصناعة السيارات في الفترة الممتدة بين (1894 و1894)